# Chuck Clark
Chuck Clark (Filadelfia, 19 aprile 1995) è un giocatore di football americano statunitense che milita nel ruolo di safety per i New York Jets della National Football League  (NFL).

## Carriera

### Baltimore Ravens
Clark al college giocò a football alla Virginia Polytechnic Institute and State University dal 2013 al 2016. Fu scelto nel corso del sesto giro (186º assoluto) nel Draft NFL 2017 dai Baltimore Ravens. Debuttò come professionista subentrando nella gara del primo turno contro i Cincinnati Bengals senza fare registrare alcuna statistica nella vittoria per 20-0.
Il 21 agosto 2020, Clark fu preso a pugni in faccia dal compagno Earl Thomas durante un allenamento, portando al licenziamento di Thomas.

### New York Jets
Il 9 marzo 2023 Clark fu scambiato con i New York Jets per una scelta del settimo giro del Draft 2024.